# Bo Myrenberg
Bo Karl Magnus Myrenberg, född 31 mars 1930 i Sundsvall, död 16 juni 2008 i Täby församling, Stockholms län, var en svensk arkitekt.

## Biografi
Myrenberg, som var son till folkskollärare Erik Myrenberg och Maria Eriksson, avlade studentexamen i Sundsvall 1951 och utexaminerades från Kungliga Tekniska högskolan 1958. Han anställdes hos arkitekt Lars Myrenberg 1957 och var delägare i Lars och Bo Myrenberg Arkitektkontor AB från 1962. Bo Myrenberg är begravd på Täby norra begravningsplats.